# Fiebre mediterránea familiar
La fiebre mediterránea familiar es una enfermedad genética por mutación del gen MEFV, que consiste en episodios repetitivos de fiebre e inflamación que con frecuencia afecta el revestimiento del abdomen, el tórax o las articulaciones. Se incluye dentro del grupo de trastornos conocidos como síndromes autoinflamatorios.

## Causas

La Fiebre mediterránea familiar se transmite con un patrón autosómico recesivo

Han sido identificadas más de 70 mutaciones en el gen MEFV (situado en el brazo corto del cromosoma 16) que causan la fiebre mediterránea familiar. Unas pocas mutaciones son defectivas en pequeños fragmentos de ADN del gen MEFV, que lleva a la síntesis de una purina anormalmente pequeña. La mayoría de las mutaciones en el gen MEFV, sin embargo, cambian uno o varios aminoácidos de la secuencia de la proteína. La mutación más común cambia el aminoácido metionina por el aminoácido valina en la posición 694 (escrito Met694Val o M694V). Entre los pacientes con fiebre mediterránea familiar, esta mutación particular está también asociada con un incremento en el riesgo de desarrollar amiloidosis, una complicación en la cual depósitos anormales de proteína pueden llevar a fallo renal. Algunas evidencias sugieren que otro gen, llamado SAA1, puede modificar el riesgo de desarrollar amiloidosis entre pacientes con la mutación M694V.
Las mutaciones en MEFV llevan a cantidades de purina reducidas o a proteínas malformadas que no pueden desarrollar su función correctamente. Como resultado, la purina no puede desarrollar su supuesto papel en el control de la inflamación, llevando a respuestas inflamatorias inapropiadas o demasiado prolongadas. Fiebre e inflamación en el abdomen, pecho, articulaciones o piel, son signos de fiebre mediterránea familiar.

## Cuadro clínico
Los síntomas comienzan por lo general entre los 5 y los 15 años de edad. Se presenta inflamación del revestimiento de las cavidades abdominal y torácica, la piel o las articulaciones, acompañada de fiebre alta que, por lo regular, alcanza su pico máximo entre las 12 y las 24 horas. Los ataques pueden variar en cuanto a la gravedad de los síntomas. Los pacientes usualmente no presentan síntomas entre ataques.
Las manifestaciones clínicas incluyen periodos repetitivos de: dolor abdominal, dolor torácico agudo que empeora con la respiración, fiebre o escalofríos y fiebre alternantes, dolor articular y úlceras cutáneas.

## Diagnóstico
- Pruebas de genética molecular.[9]

## Tratamiento
El tratamiento más habitual es la colchicina que previene las crisis y la aparición de amiloidosis. El pronóstico con este medicamento es bueno.